# Svärttjärnen (Arjeplogs socken, Lappland)
Svärttjärnen är en sjö i Arjeplogs kommun i Lappland och ingår i Umeälvens huvudavrinningsområde. Svärttjärnen ligger i Laisälven Natura 2000-område.